# Żełosa
Żełosa (lit. Žalesa; pol. hist. Żałosa, Załosa) – wieś na Litwie, w okręgu wileńskim, w rejonie wileńskim, w gminie Rzesza, przy drodze krajowej 108.

## Historia
Pod zaborami i w II Rzeczypospolitej wieś i zaścianek (zaścianki). W XIX i w początkach XX w. położona była w Rosji, w guberni wileńskiej, w powiecie wileńskim, w gminie Rzesza. Po I wojnie światowej pod administracją polską, w Zarządzie Cywilnym Ziem Wschodnich. W latach 1920–1922 w składzie Litwy Środkowej.
Od 11 kwietnia 1922 leżała w Polsce, w województwie wileńskim, w powiecie wileńsko-trockim, w gminie Rzesza. W 1931 miejscowości liczyły:
- wieś Żałosa – 61 mieszkańców, zamieszkałych w 12 budynkach,
- zaścianek Żałosa I – 9 mieszkańców, zamieszkałych w 1 budynku,
- zaścianek Żałosa II – 7 mieszkańców, zamieszkałych w 1 budynku,
- zaścianek Żałosa III – 10 mieszkańców, zamieszkałych w 1 budynku[2].

Po II wojnie światowej w granicach Związku Sowieckiego. Od 1991 na niepodległej Litwie.